# حقوق بشر در روسیه

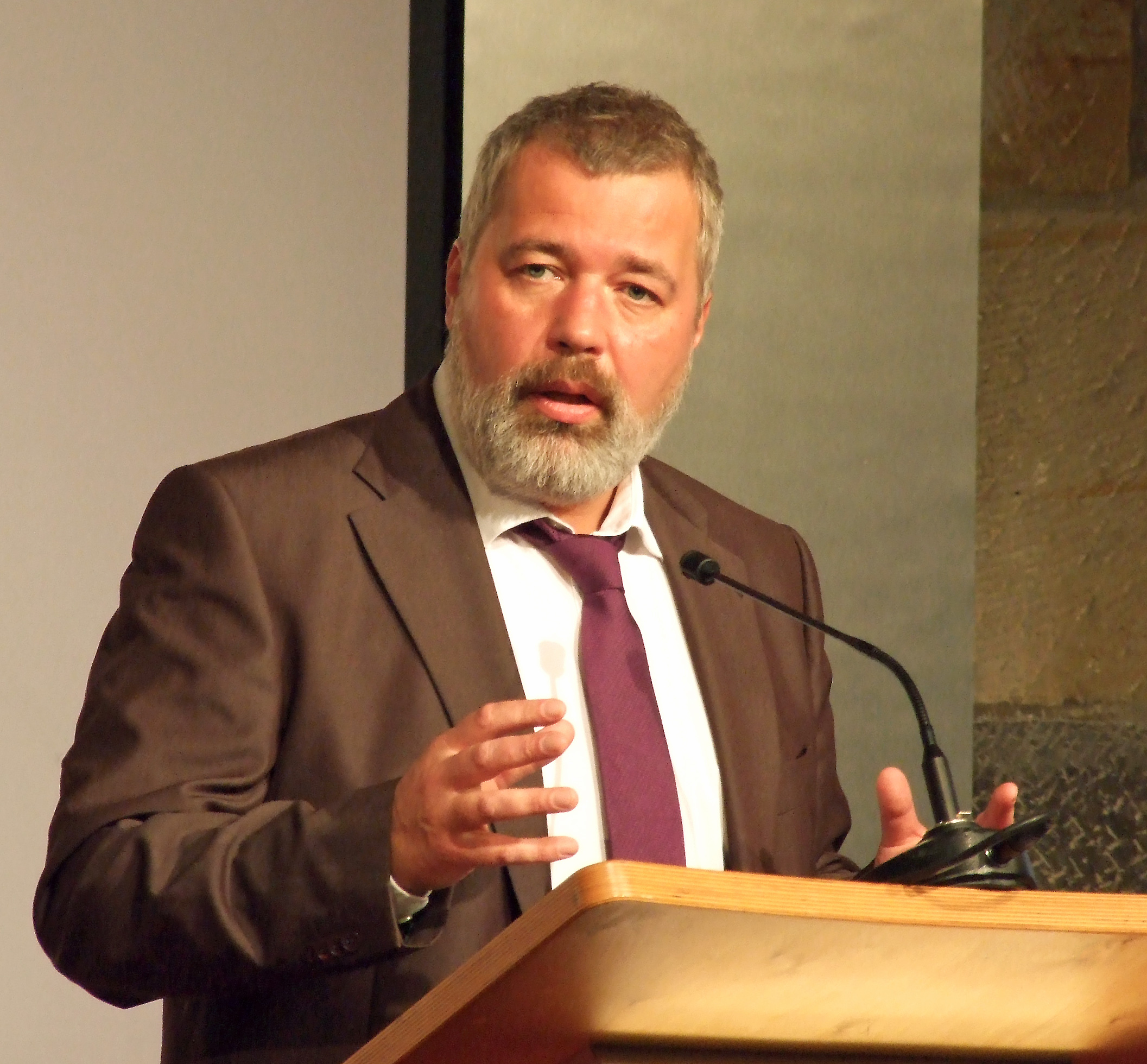
دمیتری موراتوف روزنامه‌نگار روسی برنده جوایز صلح نوبل، آزادی مطبوعات، و نشان دوستی

پس از فروپاشی اتحاد جماهیر شوروی، روسیه همچنان به برخی از قوانین مصوب باقی مانده از دوران اتحاد جماهیر شوروی پایبند بود که از جمله آن‌ها می‌توان به میثاق بین‌المللی حقوق مدنی و سیاسی و میثاق بین‌المللی اقتصادی و اجتماعی و حقوق فرهنگی (به طور کامل) اشاره کرد.
در اواخر دهه ۱۹۹۰ میلادی روسیه نیز کنوانسیون اروپایی حقوق بشر تصویب نمود و از سال ۱۹۹۸ به بعد دادگاه حقوق بشر اروپا در استراسبورگ به مرجع تجدید نظر برای شهروندان روسیه گردید.